# سابر شین
سابر شین (انگلیسی: Saber shin) به تغییر شکل درشت‌نی گفته می‌شود. علت ایجاد سابر شین می‌تواند سیفلیس، یاز، بیماری پاژه یا کمبود ویتامین دی باشد.